# The Low End Theory
The Low End Theory -En españolː La teoría del extremo inferior- es el segundo álbum del grupo estadounidense de hip hop, A Tribe Called Quest, publicado el 24 de septiembre de 1991 por el sello Jive Records. Fue producido por el grupo y Skeff Anselm, especialmente por el miembro del grupo, Q-Tip.
A diferencia de su álbum début, People's Instinctive Travels and the Paths of Rhythm, en este disco el grupo exploró con sonidos minimalistas en combinación con instrumentos como el bajo, pausas de batería y samples de jazz. En su contenido lírico el álbum incluye comentarios sociales, bromas con juegos de palabras, y humor e interacción entre el Q-Tip y Phife Dawg.
Gracias a su sencillo Check the Rhime, el álbum logró llegar al puesto 45 de Billboard 200. Pese al escepticismo de los directivos de Jive con el desempeño del primer sencillo, gracias a dos sencillos posteriores (Jazz [We've Got] y Scenario) el desempeño del álbum mejoró considerablemente. En 1992 el álbum fue certificado con oro por la RIAA en Estados Unidos, al vender 500.000 copias, y en 1995 con platino por la venta de 1'000.000 de copias certificadas.
Con el tiempo, el álbum fue calificado como el más importante trabajo de A Tribe Called Quest y el más exitoso de sus discos, además de que la prensa especializada lo considera un hito del hip hop alternativo, y como un éxito de la crítica musical. Además se le considera como el trabajo que disminuyó la brecha entre géneros como el hip hop y el jazz, y es citado como importante influencia para varios artistas de hip hop y R&B.
El álbum fue ubicado en el puesto 43 de la lista de los 500 mejores álbumes de todos los tiempos de la revista especializada Rolling Stone, en septiembre de 2020. En febrero de 2021 el álbum fue incluido en el Grammy Hall of Fame.

## Lista de canciones
Producida por A Tribe Called Quest.
† Indica que la canción fue producida por Skeff Anselm y coproducida por A Tribe Called Quest.
"Jazz (We've Got)" fue producida originalmente por Pete Rock y rehecha por A Tribe Called Quest.
| #  | Título                     | Intérpretes                                                    | Samples | Duración |
| -- | -------------------------- | -------------------------------------------------------------- | --- | -------- |
| 1  | "Excursions"               | Q-Tip                                                          | - "Time" por The Last Poets - "Tribute to Obabi" por The Last Poets - "The Soil I Tilled for You" por Shades of Brown - "A Chant for Bu" por Art Blakey & the Jazz Messengers                                                                         | 3:53     |
| 2  | "Buggin' Out"              | Phife Dawg, Q-Tip                                              | - "Minya's the Mooch" por Jack DeJohnette - "Spinning Wheel" por Lonnie Liston Smith - "Ekim" by Michał Urbaniak | 3:38     |
| 3  | "Rap Promoter"             | Q-Tip                                                          | - "Long Way Down" por Eric Mercury - "Keep on Doin It" por New Birth - "Stand" por Sly & the Family Stone | 2:13     |
| 4  | "Butter"                   | Phife Dawg                                                     | - "Turned on to You" por Eighties Ladies - "I Like Everything About You" por Chuck Jackson - "Gentle Smiles" por Gary Bartz - "Young and Fine" por Weather Report                                                                                     | 3:39     |
| 5  | "Verses from the Abstract" | Q-Tip, Ron Carter, Vinia Mojica                                | - "Star of the Story" por Heatwave - "Upon This Rock" por Joe Farrell | 3:59     |
| 6  | "Show Business" †          | Q-Tip, Phife Dawg, Lord Jamar, Sadat X, Diamond D              | - "Funky President" por James Brown - "Wicky-Wacky" por Fatback Band - "Midnight Cowboy" por Martin Denny - "Midnight Cowboy" por Ferrante & Teicher - "Mandamentos Black " por Gerson King Combo                                                     | 3:53     |
| 7  | "Vibes and Stuff"          | Q-Tip, Phife Dawg                                              | - "Down Here on the Ground" por Grant Green | 4:18     |
| 8  | "The Infamous Date Rape"   | Q-Tip, Phife Dawg                                              | - "It It Him or Me?" por Jackie Jackson - "The Steam Drill" por Cannonball Adderley - "North Carolina" por Les McCann | 2:54     |
| 9  | "Check the Rhime"          | Phife Dawg, Q-Tip                                              | - "Love Your Life" por Average White Band - "Baby, This Love I Have" por Minnie Riperton - "Hydra" por Grover Washington, Jr. - "Fly Like an Eagle" por Steve Miller Band                                                                             | 3:36     |
| 10 | "Everything Is Fair" †     | Q-Tip                                                          | - "Hot Pants (I'm Coming, I'm Coming, I'm Coming)" por Bobby Byrd - "Let's Take It to the People" por Funkadelic - "Ain't No Sunshine" por Harlem Underground Band - "Ain't No Sunshine" por Willis Jackson                                           | 2:58     |
| 11 | "Jazz (We've Got)"         | Q-Tip, Phife Dawg                                              | - "Don't Change Your Love" por Five Stairsteps - "Sing a Simple Song" por Sly & the Family Stone - "Red Clay" por Freddie Hubbard - "Green Dolphin' Street" por Lucky Thompson - "Long Red" por Mountain                                              | 4:09     |
| 12 | "Skypager"                 | Q-Tip, Phife Dawg                                              | - "17 West" por Eric Dolphy - "Advice" por Sly & the Family Stone | 2:13     |
| 13 | "What?"                    | Q-Tip                                                          | - "Uncle Willie's Dream" por Paul Humphrey & the Cool Aid Chemists | 2:29     |
| 14 | "Scenario"                 | Q-Tip, Phife Dawg, Charlie Brown, Dinco D, Q-Tip, Busta Rhymes | - "So What" por Miles Davis - "Blind Alley" por Emotions - "Give It Up" por Kool & the Gang - "Soul Vibrations" por Kool & the Gang - "Ecstasy" por Ohio Players - "Oblighetto" por Jack McDuff - "Little Miss Lover" por The Jimi Hendrix Experience | 4:10     |

## Listas de éxitos
| Listas (1991)               | Máxima posición |
| --------------------------- | --------------- |
| UK Albums Chart             | 58              |
| U.S. Billboard 200          | 45              |
| U.S. Top R&B/Hip-Hop Albums | 13              |

### Sencillos
| Año  | Sencillo           | Máxima posición en listas | Máxima posición en listas        | Máxima posición en listas | Máxima posición en listas          |
| Año  | Sencillo           | Billboard Hot 100         | Hot R&B/Hip-Hop Singles & Tracks | Hot Rap Singles           | Hot Dance Music/Maxi-Singles Sales |
| ---- | ------------------ | ------------------------- | -------------------------------- | ------------------------- | ---------------------------------- |
| 1991 | "Check the Rhime"  | —                         | 59                               | 1                         | 28                                 |
| 1991 | "Jazz (We've Got)" | —                         | —                                | 19                        | —                                  |
| 1992 | "Scenario"         | 57                        | 42                               | 6                         | 34                                 |

"—" denota ediciones que no entraron en listas.

## Reconocimientos
| Publicación                                     | País        | Reconocimiento                                              | Año  | Ranking |
| ----------------------------------------------- | ----------- | ----------------------------------------------------------- | ---- | ------- |
| The Arizona Republic                            | EE. UU.     | 8 Albums That VH1 Missed                                    | 2001 | *       |
| BigO                                            | Singapur    | The 100 Best Albums from 1975 to 1995                       | 1995 | 78      |
| Blender Magazine                                | EE. UU.     | The 100 Greatest American Albums of All Time                | 2002 | 53      |
| Dance de Lux                                    | España      | Los 25 Mejores Discos de Hip Hop                            | 2001 | 10      |
| Ego Trip                                        | EE. UU.     | Hip Hop's 25 Greatest Albums by Year 1980-98                | 1999 | 2       |
| Fast 'n' Bulbous                                | EE. UU.     | The 500 Best Albums Since 1965                              |      | 407     |
| Juice                                           | Australia   | The 100 (+34) Greatest Albums of the 90s                    | 1999 | 61      |
| Kitsap Sun                                      | EE. UU.     | Top 200 Albums of the Last 40 Years                         | 2005 | 151     |
| LostAtSea                                       | EE. UU.     | 90 Albums of the 90's                                       | 2000 | 72      |
| Mojo                                            | Reino Unido | The Mojo Collection, Third Edition                          | 2003 | *       |
| Music Underwater                                | EE. UU.     | Top 100 Albums 1990-2003                                    | 2004 | 53      |
| Paul Morley                                     | RU          | Words and Music, 5 x 100 Greatest Albums of All Time        | 2003 | *       |
| Pitchfork Media                                 | EE. UU.     | Top 100 Favorite Records of the 1990s                       | 2003 | 56      |
| Robert Dimery                                   | EE. UU.     | 1001 Albums You Must Hear Before You Die                    | 2005 | *       |
| Rock de Lux                                     | España      | Los 150 Mejores Álbumes de los 90                           | 2000 | 128     |
| Rolling Stone (artículo invitado de Chris Rock) | EE. UU.     | Top 25 Hip- Hop Albums                                      | 2005 | 9       |
| Rolling Stone                                   | EE. UU.     | The 500 Greatest Albums of All Time                         | 2003 | 154     |
| Rolling Stones                                  | EE. UU.     | The 500 Greatest Albums of All Time (upgraded)              | 2020 | 43      |
| Rolling Stone                                   | EE. UU.     | The Essential Recordings of the 90's                        | 1999 | *       |
| Spex                                            | Alemania    | The 100 Albums of the Century                               | 1999 | 10      |
| Spin                                            | EE. UU.     | 100 Alternative Albums                                      | 1995 | 87      |
| Spin                                            | EE. UU.     | Top 100 (+5) Albums of the Last 20 Years                    | 2005 | 38      |
| Spin                                            | EE. UU.     | Top 90 Albums of the 90's                                   | 1999 | 32      |
| Stereophile                                     | EE. UU.     | Top 40 (+94) Essential Albums                               | 2002 | *       |
| The Source                                      | EE. UU.     | The Source 100 best Hip-Hop Albums of All Time              | 1998 | *       |
| TIME                                            | EE. UU.     | The All-TIME 100 Albums                                     | 2006 | *       |
| Vibe                                            | EE. UU.     | 100 Essential Albums of the 20th Century                    | 1999 | *       |
| Vibe                                            | EE. UU.     | 51 Albums Representing a Generation, a Sound and a Movement | 2004 | *       |
| Zundfunk                                        | Alemania    | The Best Albums of the 90's                                 | 2000 | 16      |

- Un asterisco (*) designa listas que no están ordenadas.

## Personal
Información tomada de Allmusic.
Intérpretes
- Bajo – Ron Carter
- DJ – Ali Shaheed Muhammad
- Vocales – Phife Dawg, Q-Tip, Busta Rhymes, Charlie Brown, Diamond D, Dinco D, Lord Jamar, Sadat X

Personal técnico
| - Arreglos – A Tribe Called Quest - Diseño – Zombart JK - Ingeniero – Pete Christensen, Eric Gast, Rod Hui, Gerard Julien, Jim Kvoriac, Tim Latham, Anthony Saunders, Bob Power, Christopher Shaw, Marc Singleton, Jamey Staub, Dan Wood | - Masterización – Tom Coyne - Mezcla – Bob Power, A Tribe Called Quest - Fotografía – Joe Grant - Producción – A Tribe Called Quest, Skeff Anselm |